# Неукен (провинция)
Неукѐн (на испански: Neuquén) е една от 23-те провинции на Аржентина. Намира се в западната част на страната. Провинция Неукен е с население от 646 784 жители (по изчисления за юли 2018 г.) и обща площ от 94 078 км². Столица на провинцията е едноименния град Неукен.